# …And Justice for All (песня)
«…And Justice for All» (с англ. — «…И справедливость для всех») — песня американской метал-группы Metallica . Это второй трек на одноименном альбоме группы, выпущенный в качестве промо-сингла в 1988 году. Как и альбом, в котором он представлен, он назван в честь последних четырёх слов Клятвы верности.

## Музыка и тексты
Основной рифф песни основан на барабанной партии, написанной Ларсом Ульрихом. Музыкальный критик Космо Ли сказал, что это «соединение блоков» (англ. "a linkage of blocks"), а не «прогрессивный опус» (англ. "a progressive opus"), потому что «песня находится в среднем темпе и очень играбельна. Ни один из риффов не является таким уж техничным» (англ. "the song is mid-paced and very playable. None of the riffs are that technical").

«…And Justice for All» повествует о коррупции в правительстве. Название песни — это последние четыре слова Клятвы верности. В текстах говорится о несправедливости: например, о «деньгах, которые склоняют весы» Юстиции (англ. "money tips [the] scales" of "Lady Justice"). Особенно во время припева «Дёргаем за ниточки, правосудие свершилось» как высший символ несправедливого правосудия.
Правосудие потеряно,
Правосудие изнасиловано,
Правосудия нет.
Justice is raped,

## Живые выступления
Песня была исполнена группой вживую во время мирового турне Damaged Justice в поддержку альбома. После тура группа поклялась никогда больше её не играть. Гитарист Кирк Хэмметт отметил, что длина песен создавала проблемы как для фанатов, так и для группы: «Во время тура мы поняли, что, по общему мнению, песни чертовски длинные. Однажды после того, как мы сыграли „Justice“ и ушли со сцены, один из нас сказал: „Мы никогда, блять, больше не будем играть эту песню“». Тем не менее, Metallica впервые с октября 1989 года сыграла этот трек на открытии тура Sick of the Studio '07. При исполнении вживую вступление песни воспроизводится как запись, поскольку для того, чтобы сыграть вступление, требуется три гитары. Статуя Юстиции обычно ставится на сцену, чтобы снести её, когда песня подходит к концу. Живое исполнение всей песни появилось на DVD Orgullo, Pasión y Gloria, записанном в Мексике во время World Magnetic Tour.

## Треклист
| №  | Название                            | Длительность |
| -- | ----------------------------------- | ------------ |
| 1. | «…And Justice for All» (Edit)       | 5:58         |
| 2. | «…And Justice for All» (LP Version) | 9:46         |

## Видеоигры
Песня входит в состав Metallica 3-Pack, который представляет собой загружаемый контент для музыкальной видеоигры Rock Band 3. Он стал доступен для загрузки 1 марта 2011 г. в обновленной версии для использования в режиме Rock Band 3 Pro, в котором используются преимущества настоящей гитары/бас-гитары, а также стандартных MIDI-совместимых электронных барабанных установок в дополнение к вокалу.

## Участники записи
Данные взяты из буклета альбома.

| Metallica - Джеймс Хэтфилд — вокал, ритм-гитара - Ларс Ульрих — ударные - Кирк Хэмметт — соло-гитара - Джейсон Ньюстед — бас-гитара Оформление - Стивен Горман — дизайн конверта - Росс Халфин — фотограф - Pushead — иллюстрации - Reiner Design Consultants, Inc. — дизайн и вёрстка | Технический персонал - Metallica — сопродюсеры - Флемминг Расмуссен — сопродюсер, звукоинженер - Майкл Барбиро и Стив Томпсон — мастеринг - Майк Клинк — звукоинженер (ударные) - Джордж Коуэн — ассистент звукоинженера; - Боб Людвиг — мастеринг; - Тоби Райт — звукоинженер (дополнительный) |